# Linea Dosan

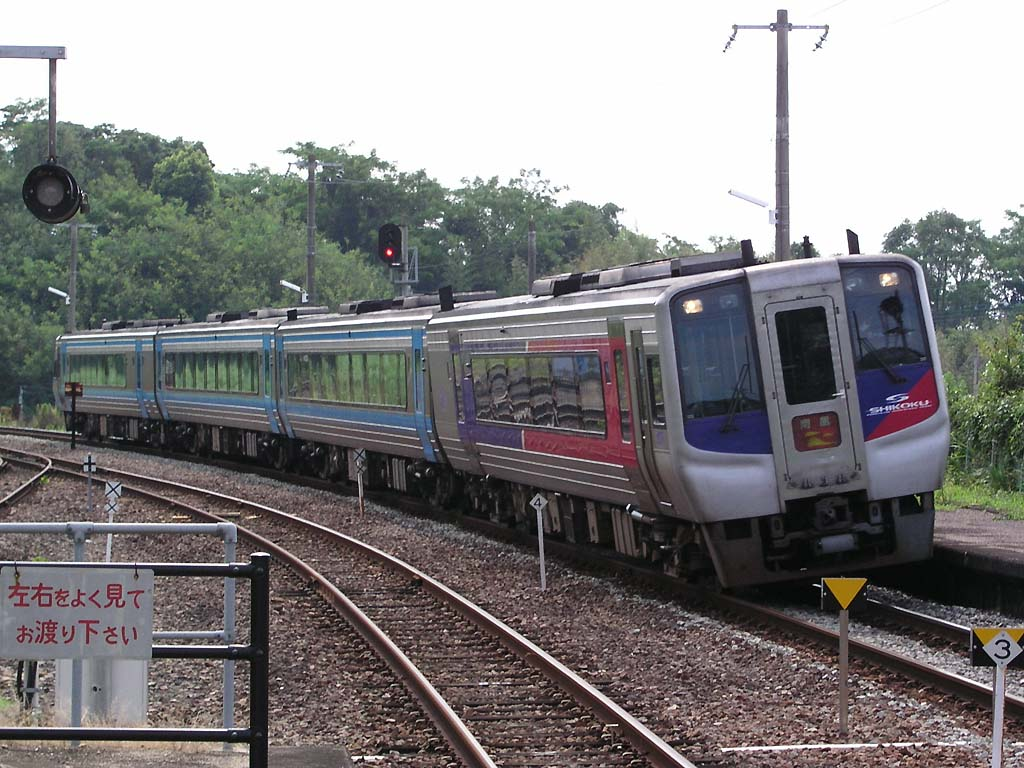
Il treno espresso limitato Nanpū (vento del sud) della serie 2000 lungo la linea

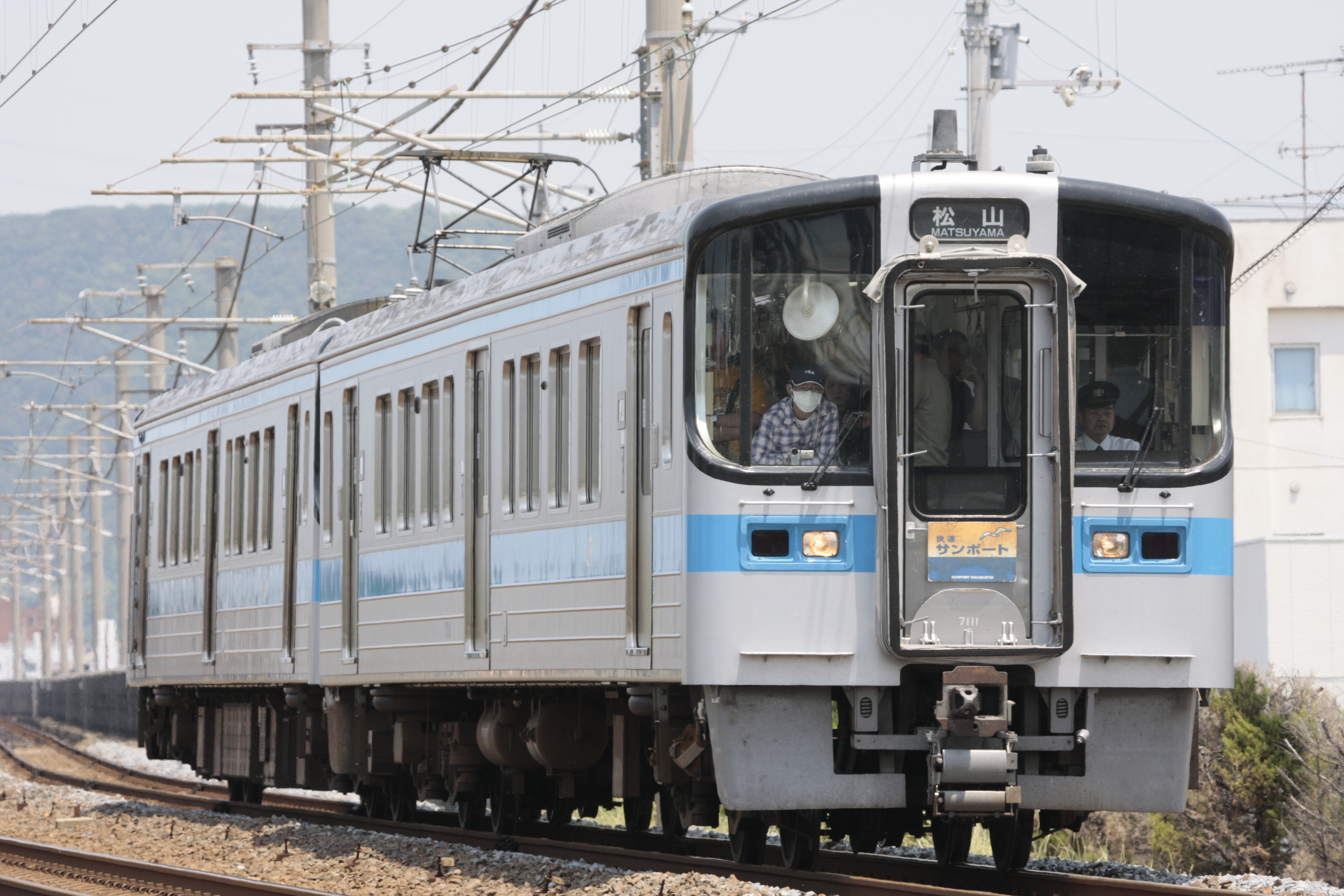
Il treno rapido Sunport

La linea Dosan (土讃線?, Dosan-sen) è una delle principali ferrovie dell'isola dello Shikoku, in Giappone, ed è gestita dalla JR Shikoku. La ferrovia attraversa diagonalmente la parte stretta dell'isola e unisce la prefettura di Kagawa con la prefettura di Kōchi, e attraversa per circa 30 km anche la prefettura di Tokushima. Il nome della linea deriva da Tosa (土佐?) e Sanuki (讃岐?), rispettivamente i vecchi nomi di Kochi e Kagawa.

## Dati principali
- Operatori e distanze
  - Gestione:JR Shikoku
  - Lunghezza totale: 198,7 km
- Scartamento: 1067 mm
- Numero di stazioni: 61
- Numero di binari: tutta la linea è a binario singolo
- Elettrificazione: da Tadotsu a Kotohira, 1500 V a corrente continua
- Sistema di segnalamento: 
  - Automatico fra Tadotsu e Kōchi
  - Automatico speciale fra Kōchi e Kubokawa
- Velocità massima: 
  - 120 km/h (Tadotsu - Kōchi, Kusaka - Tosa-Kamo, Asō - Ōnogō e Rokutanji - Niida)
  - 110 km/h (Kōchi - Kusaka, Tosa-Kamo - Asō, Ōnogō - Rokutanji, Niida - Kubokawa)
- Pendenza massima: 25‰
- Curva minima: 200m

## Servizi
Il servizio espresso limitato Nanpū (南風?) connette Okayama con Kōchi con 14 coppie al giorno, proseguendo poi per Nakamura o Sukumo.
Il servizio Shimanto (しまんと?) invece serve con cinque coppie il collegamento fra Kōchi e la stazione di Takamatsu. Infine, il Sunport (サンポート?), servizio rapido, unisce Kotohira con Takamatsu a ogni ora.
La linea è divisa generalmente in tre sezioni a Awa-Ikeda e Kōchi. Per quanto riguarda la sezione fra Tadotsu e Kotohira, sono presenti alcuni servizi diretti da/per Okayama e Takamatsu. La Ferrovia Tosa Kuroshio, offre un servizio diretto con la linea Dosan sulla linea Gomen-Nahari da/per Kōchi.

## Stazioni
- I treni locali fermano in tutte le stazioni, ma a volte saltano quelle indicate da "▽".
- I treni rapidi Sunport (Takamatsu - Tadotsu - Kotohira) fermano a tutte le stazioni all'interno della linea Dosan
- Per informazioni sui treni Nanpū e Shimanto si rimanda agli articoli relativi.
- I treni possono incrociarsi alle stazioni indicate da "◇" e "◆"; non possono incrociarsi in presenza di "｜".

| Num.                                                          | Stazione                                                      | Giapponese                                                    | Distanza                                                      | Distanza                                                      | Collegamenti                                                                           |                                                               | Posizione                                                     | Posizione                                                     |
| Num.                                                          | Stazione                                                      | Giapponese                                                    | Interst.                                                      | Totale                                                        | Collegamenti                                                                           |                                                               | Posizione                                                     | Posizione                                                     |
| Servizio diretto da/per la linea Yosan e la linea Seto-Ōhashi | Servizio diretto da/per la linea Yosan e la linea Seto-Ōhashi | Servizio diretto da/per la linea Yosan e la linea Seto-Ōhashi | Servizio diretto da/per la linea Yosan e la linea Seto-Ōhashi | Servizio diretto da/per la linea Yosan e la linea Seto-Ōhashi | Servizio diretto da/per la linea Yosan e la linea Seto-Ōhashi                          | Servizio diretto da/per la linea Yosan e la linea Seto-Ōhashi | Servizio diretto da/per la linea Yosan e la linea Seto-Ōhashi | Servizio diretto da/per la linea Yosan e la linea Seto-Ōhashi |
| ------------------------------------------------------------- | ------------------------------------------------------------- | ------------------------------------------------------------- | ------------------------------------------------------------- | ------------------------------------------------------------- | -------------------------------------------------------------------------------------- | ------------------------------------------------------------- | ------------------------------------------------------------- | ------------------------------------------------------------- |
| D12                                                           | Tadotsu                                                       | 多度津                                                        | -                                                             | 0.0                                                           | ■ Linea Yosan (Y12) (alcuni treni diretti a Utazu)                                     | ◇                                                             | Tadotsu Nakatado                                              | Kagawa                                                        |
| D13                                                           | Konzōji                                                       | 金蔵寺                                                        | 3.7                                                           | 3.7                                                           |                                                                                        | ◇                                                             | Zentsūji                                                      | Kagawa                                                        |
| D14                                                           | Zentsūji                                                      | 善通寺                                                        | 2.3                                                           | 6.0                                                           |                                                                                        | ◇                                                             | Zentsūji                                                      | Kagawa                                                        |
| D15                                                           | Kotohira                                                      | 琴平                                                          | 5.3                                                           | 11.3                                                          | Linea Kotoden Kotohira (Kotoden-Kotohira) Termine elettrificazione                     | ◇                                                             | Kotohira Nakatado                                             | Kagawa                                                        |
| D16                                                           | Shioiri                                                       | 塩入                                                          | 6.4                                                           | 17.7                                                          |                                                                                        | ◇                                                             | Mannō Nakatado                                                | Kagawa                                                        |
| D17                                                           | Kurokawa                                                      | 黒川                                                          | 3.9                                                           | 21.6                                                          |                                                                                        | ｜                                                            | Mannō Nakatado                                                | Kagawa                                                        |
| D18                                                           | Sanuki-Saida                                                  | 讃岐財田                                                      | 2.3                                                           | 23.9                                                          |                                                                                        | ◇                                                             | Mitoyo                                                        | Kagawa                                                        |
| D19                                                           | Tsubojiri▽                                                    | 坪尻                                                          | 8.2                                                           | 32.1                                                          |                                                                                        | ◆                                                             | Miyoshi                                                       | Tokushima                                                     |
| D20                                                           | Hashikura                                                     | 箸蔵                                                          | 3.3                                                           | 35.4                                                          |                                                                                        | ◇                                                             | Miyoshi                                                       | Tokushima                                                     |
| D21                                                           | Tsukuda                                                       | 佃                                                            | 3.4                                                           | 38.8                                                          | ■ Linea Tokushima (B24)                                                                | ◇                                                             | Miyoshi                                                       | Tokushima                                                     |
| D22                                                           | Awa-Ikeda                                                     | 阿波池田                                                      | 5.1                                                           | 43.9                                                          | ■ Linea Tokushima(B25)                                                                 | ◇                                                             | Miyoshi                                                       | Tokushima                                                     |
| D23                                                           | Minawa                                                        | 三縄                                                          | 3.9                                                           | 47.8                                                          |                                                                                        | ◇                                                             | Miyoshi                                                       | Tokushima                                                     |
| D24                                                           | Iyaguchi                                                      | 祖谷口                                                        | 4.5                                                           | 52.3                                                          |                                                                                        | ｜                                                            | Miyoshi                                                       | Tokushima                                                     |
| D25                                                           | Awa-Kawaguchi                                                 | 阿波川口                                                      | 2.8                                                           | 55.1                                                          |                                                                                        | ◇                                                             | Miyoshi                                                       | Tokushima                                                     |
| D26                                                           | Koboke                                                        | 小歩危                                                        | 4.7                                                           | 59.8                                                          |                                                                                        | ◇                                                             | Miyoshi                                                       | Tokushima                                                     |
| D27                                                           | Ōboke                                                         | 大歩危                                                        | 5.7                                                           | 65.5                                                          |                                                                                        | ◇                                                             | Miyoshi                                                       | Tokushima                                                     |
| D28                                                           | Tosa-Iwahara                                                  | 土佐岩原                                                      | 7.2                                                           | 72.7                                                          |                                                                                        | ◇                                                             | Ōtoyo Nagaoka                                                 | Kōchi                                                         |
| D29                                                           | Toyonaga                                                      | 豊永                                                          | 4.0                                                           | 76.7                                                          |                                                                                        | ◇                                                             | Ōtoyo Nagaoka                                                 | Kōchi                                                         |
| D30                                                           | Ōtaguchi                                                      | 大田口                                                        | 3.7                                                           | 80.4                                                          |                                                                                        | ◇                                                             | Ōtoyo Nagaoka                                                 | Kōchi                                                         |
| D31                                                           | Tosa-Ananai                                                   | 土佐穴内                                                      | 2.8                                                           | 83.2                                                          |                                                                                        | ｜                                                            | Ōtoyo Nagaoka                                                 | Kōchi                                                         |
| D32                                                           | Ōsugi                                                         | 大杉                                                          | 4.0                                                           | 87.2                                                          |                                                                                        | ◇                                                             | Ōtoyo Nagaoka                                                 | Kōchi                                                         |
| D33                                                           | Tosa-Kitagawa                                                 | 土佐北川                                                      | 6.1                                                           | 93.3                                                          |                                                                                        | ◇                                                             | Ōtoyo Nagaoka                                                 | Kōchi                                                         |
| D34                                                           | Kakumodani                                                    | 角茂谷                                                        | 2.2                                                           | 95.5                                                          |                                                                                        | ｜                                                            | Ōtoyo Nagaoka                                                 | Kōchi                                                         |
| D35                                                           | Shigetō                                                       | 繁藤                                                          | 2.1                                                           | 97.6                                                          |                                                                                        | ◇                                                             | Kami                                                          | Kōchi                                                         |
| D36                                                           | Shingai▽                                                      | 新改                                                          | 6.3                                                           | 103.9                                                         |                                                                                        | ◆                                                             | Kami                                                          | Kōchi                                                         |
| D37                                                           | Tosa-Yamada                                                   | 土佐山田                                                      | 7.4                                                           | 111.3                                                         |                                                                                        | ◇                                                             | Kami                                                          | Kōchi                                                         |
| D38                                                           | Yamada-Nishimachi▽                                            | 山田西町                                                      | 0.8                                                           | 112.1                                                         |                                                                                        | ｜                                                            | Kami                                                          | Kōchi                                                         |
| D39                                                           | Tosa-Nagaoka▽                                                 | 土佐長岡                                                      | 2.0                                                           | 114.1                                                         |                                                                                        | ｜                                                            | Nankoku                                                       | Kōchi                                                         |
| D40                                                           | Gomen                                                         | 後免                                                          | 2.1                                                           | 116.2                                                         | Linea Gomen-Nahari (alcuni treni diretti a Kōchi; GN40)                                | ◇                                                             | Nankoku                                                       | Kōchi                                                         |
| D41                                                           | Tosa-Ōtsu                                                     | 土佐大津                                                      | 3.2                                                           | 119.4                                                         |                                                                                        | ◇                                                             | Kōchi                                                         | Kōchi                                                         |
| D42                                                           | Nunoshida▽                                                    | 布師田                                                        | 2.0                                                           | 121.4                                                         |                                                                                        | ｜                                                            | Kōchi                                                         | Kōchi                                                         |
| D43                                                           | Tosa-Ikku                                                     | 土佐一宮                                                      | 1.3                                                           | 122.7                                                         |                                                                                        | ◇                                                             | Kōchi                                                         | Kōchi                                                         |
| D44                                                           | Azōno▽                                                        | 薊野                                                          | 1.8                                                           | 124.5                                                         |                                                                                        | ◇                                                             | Kōchi                                                         | Kōchi                                                         |
| D45 K00                                                       | Kōchi                                                         | 高知                                                          | 2.1                                                           | 126.6                                                         | Linea Tosaden Sanbashi (Kōchi-Ekimae)                                                  | ◇                                                             | Kōchi                                                         | Kōchi                                                         |
| K01                                                           | Iriake                                                        | 入明                                                          | 1.3                                                           | 127.9                                                         |                                                                                        | ｜                                                            | Kōchi                                                         | Kōchi                                                         |
| K02                                                           | Engyōjiguchi                                                  | 円行寺口                                                      | 0.8                                                           | 128.7                                                         |                                                                                        | ｜                                                            | Kōchi                                                         | Kōchi                                                         |
| K03                                                           | Asahi                                                         | 旭                                                            | 1.5                                                           | 130.2                                                         | Linea Tosaden Ino (Asahi-Ekimae-Dōri)                                                  | ◇                                                             | Kōchi                                                         | Kōchi                                                         |
| K04                                                           | Kōchi-Shōgyō-Mae                                              | 高知商業前                                                    | 1.1                                                           | 131.3                                                         | Linea Tosaden Ino (Kagamigawabashi)                                                    | ｜                                                            | Kōchi                                                         | Kōchi                                                         |
| K05                                                           | Asakura                                                       | 朝倉                                                          | 1.4                                                           | 132.7                                                         | Linea Tosaden Ino (Asakura-Ekimae)                                                     | ◇                                                             | Kōchi                                                         | Kōchi                                                         |
| K06                                                           | Edagawa                                                       | 枝川                                                          | 3.5                                                           | 136.2                                                         | Linea Tosaden Ino (Edagawa)                                                            | ｜                                                            | Ino Agawa                                                     | Kōchi                                                         |
| K07                                                           | Ino                                                           | 伊野                                                          | 1.8                                                           | 138.0                                                         | Linea Tosaden Ino (Ino-Ekimae)                                                         | ◇                                                             | Ino Agawa                                                     | Kōchi                                                         |
| K08                                                           | Hakawa                                                        | 波川                                                          | 1.5                                                           | 139.5                                                         |                                                                                        | ｜                                                            | Ino Agawa                                                     | Kōchi                                                         |
| K08-1                                                         | Omura-Jinja-Mae                                               | 小村神社前                                                    | 2.1                                                           | 141.6                                                         |                                                                                        | ｜                                                            | Hidaka Takaoka                                                | Kōchi                                                         |
| K09                                                           | Kusaka                                                        | 日下                                                          | 2.1                                                           | 143.7                                                         |                                                                                        | ◇                                                             | Hidaka Takaoka                                                | Kōchi                                                         |
| K10                                                           | Okabana                                                       | 岡花                                                          | 2.0                                                           | 145.7                                                         |                                                                                        | ｜                                                            | Hidaka Takaoka                                                | Kōchi                                                         |
| K11                                                           | Tosa-Kamo                                                     | 土佐加茂                                                      | 2.9                                                           | 148.6                                                         |                                                                                        | ◇                                                             | Sakawa Takaoka                                                | Kōchi                                                         |
| K12                                                           | Nishi-Sakawa                                                  | 西佐川                                                        | 3.8                                                           | 152.4                                                         |                                                                                        | ◇                                                             | Sakawa Takaoka                                                | Kōchi                                                         |
| K13                                                           | Sakawa                                                        | 佐川                                                          | 1.8                                                           | 154.2                                                         |                                                                                        | ◇                                                             | Sakawa Takaoka                                                | Kōchi                                                         |
| K14                                                           | Erinono                                                       | 襟野々                                                        | 1.8                                                           | 156.0                                                         |                                                                                        | ｜                                                            | Sakawa Takaoka                                                | Kōchi                                                         |
| K15                                                           | Togano                                                        | 斗賀野                                                        | 2.0                                                           | 158.0                                                         |                                                                                        | ◇                                                             | Sakawa Takaoka                                                | Kōchi                                                         |
| K16                                                           | Asō                                                           | 吾桑                                                          | 5.4                                                           | 163.4                                                         |                                                                                        | ◇                                                             | Susaki                                                        | Kōchi                                                         |
| K17                                                           | Ōnogō                                                         | 多ノ郷                                                        | 2.7                                                           | 166.1                                                         |                                                                                        | ◇                                                             | Susaki                                                        | Kōchi                                                         |
| K18                                                           | Ōma                                                           | 大間                                                          | 0.9                                                           | 167.0                                                         |                                                                                        | ｜                                                            | Susaki                                                        | Kōchi                                                         |
| K19                                                           | Susaki                                                        | 須崎                                                          | 1.7                                                           | 168.7                                                         |                                                                                        | ◇                                                             | Susaki                                                        | Kōchi                                                         |
| K20                                                           | Tosa-Shinjō                                                   | 土佐新荘                                                      | 1.9                                                           | 170.6                                                         |                                                                                        | ｜                                                            | Susaki                                                        | Kōchi                                                         |
| K21                                                           | Awa                                                           | 安和                                                          | 3.0                                                           | 173.6                                                         |                                                                                        | ｜                                                            | Susaki                                                        | Kōchi                                                         |
| K22                                                           | Tosa-Kure                                                     | 土佐久礼                                                      | 6.1                                                           | 179.7                                                         |                                                                                        | ◇                                                             | Nakatosa Takaoka                                              | Kōchi                                                         |
| K23                                                           | Kageno                                                        | 影野                                                          | 10.7                                                          | 190.4                                                         |                                                                                        | ◇                                                             | Shimanto Takaoka                                              | Kōchi                                                         |
| K24                                                           | Rokutanji                                                     | 六反地                                                        | 1.8                                                           | 192.2                                                         |                                                                                        | ｜                                                            | Shimanto Takaoka                                              | Kōchi                                                         |
| K25                                                           | Niida                                                         | 仁井田                                                        | 2.0                                                           | 194.2                                                         |                                                                                        | ｜                                                            | Shimanto Takaoka                                              | Kōchi                                                         |
| K26                                                           | Kubokawa                                                      | 窪川                                                          | 4.5                                                           | 198.7                                                         | Linea Tosa Nakamura (TK26) (tutti i treni della linea Yodo continuano fino a Kubokawa) | ◇                                                             | Shimanto Takaoka                                              | Kōchi                                                         |